# Chrysopilus mcalpinei
Chrysopilus mcalpinei är en tvåvingeart som beskrevs av Paramonov 1962. Chrysopilus mcalpinei ingår i släktet Chrysopilus och familjen snäppflugor. Inga underarter finns listade i Catalogue of Life.